# Highland Glory
Highland Glory é uma banda norueguesa de power metal fundada em 2001 pelos membros do Phoenix Rizing.
Highland Glory é uma das primeiras bandas de power metal da Noruega. Jan Thore Grefstad deixou a banda em outubro de 2007, e foi substítuido por Trine Elise Johansen em Janeiro de 2008.

## Membros da banda
- Trine Elise Johansen - Vocais
- Jack-Roger Olsen - Guitarra, backing vocals
- Knut Egil Tøftum - Baixo
- Lars Andrè Rørvik Larsen - Guitarra, Teclado
- Morten Færøvig - Bateria

## Ex-membros
- Jan Thore Grefstad - Vocais, teclado

## Discografia
- From the Cradle to the Brave (2003)
- Forever Endeavour (2005)
- Twist of Faith (2011)